# Tides
Tides ist ein Science-Fiction-Thriller von Tim Fehlbaum, der am 26. August 2021 in die deutschen Kinos kam. Der Film spielt in einer Zukunft, in der eine Katastrophe globalen Ausmaßes fast die gesamte Menschheit ausgelöscht hat. Die Astronautin Blake, gespielt von der französischen Schauspielerin Nora Arnezeder, wird von der Weltraumkolonie Kepler auf die Erde zurückgeschickt, um dort die aktuellen Lebensbedingungen zu erkunden.

## Handlung
Mitte des 21. Jahrhunderts hat eine globale Katastrophe, ausgelöst durch die hemmungslose Ausbeutung der Erde, die Menschheit fast vollständig vernichtet. Nun leben die verbliebenen Menschen auf der Weltraumkolonie Kepler-209, deren Lebensbedingungen jedoch nicht sonderlich gut sind. Ein großes Problem stellt zudem dar, dass die Kolonisten wegen der hohen Strahlung keine Kinder mehr bekommen. Um herauszufinden, ob die Erde inzwischen wieder für eine Besiedlung in Frage kommt und die Fertilität der Menschen begünstigt, wurde damals die Ulysses-Mission losgeschickt, von der man allerdings nie wieder etwas hörte, da der Kontakt abgebrochen war. Nun wird mit Ulysses 2 eine weitere Expedition losgeschickt. Daran ist auch die Astronautin Louise Blake beteiligt, für welche die Mission auch den persönlichen Hintergrund besitzt, herauszufinden, was mit ihrem Vater, der damals Teil der Expedition war, geschehen ist. Das Ziel von Ulysses 2 ist ein Wattenmeer in der Nähe des Henderson Hub, einer Messstation, die ihre Daten nach Kepler-209 sendet. Ihre Werte zeigen, dass das im nördlichen Pazifik vor der Küste zwischen Nordamerika und Asien gelegene Gebiet sich zu erholen beginnt.
Beim Eintritt in die Erdatmosphäre kommt es jedoch zu technischen Problemen und die Landekapsel stürzt ab. Außer Blake und ihrem Kollegen Tucker kommen alle Teilnehmer ums Leben. Während Blake am Strand tote Tiere und lebende Krabben untersucht, wird Tucker überraschend von einer Gruppe überlebender Menschen, die in diesem Ödland leben, überfallen und verschleppt. Bei ihrer Rückkehr sieht Blake, wie man auch die Landekapsel wegschafft. Kurz darauf wird auch sie niedergeschlagen und erwacht in einem wassergefüllten Brunnenschacht, in dem sie zusammen mit Tucker von den Einheimischen gefangen gehalten wird. Zu ihrem Erstaunen sieht man dort auch Kinder, was bedeutet, dass die überlebenden Menschen auf der Erde nach wie vor fruchtbar sind. Der schwer verletzte Tucker begeht schließlich Selbstmord.

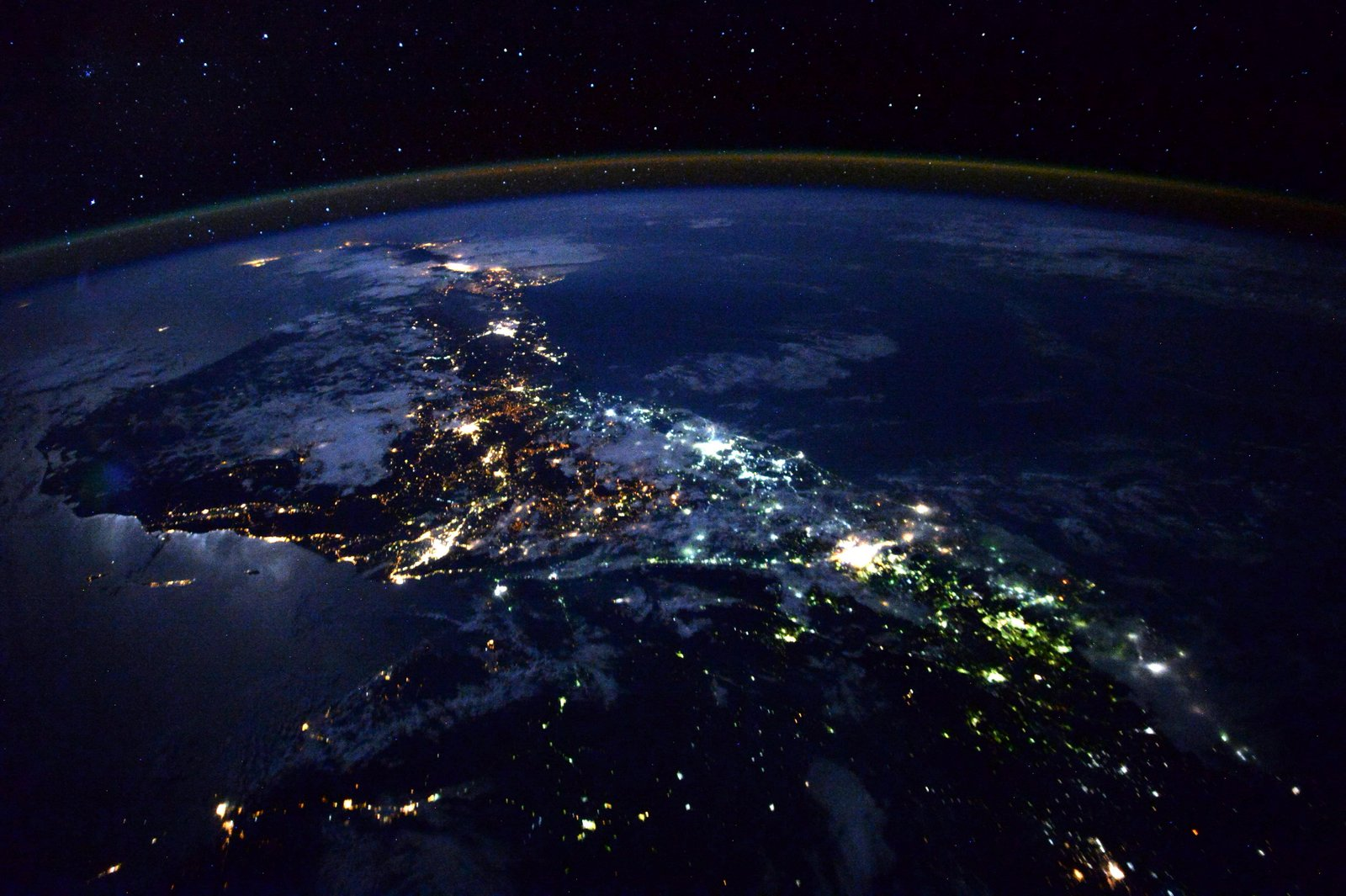
Die Henderson-Area befindet sich an der Atlantikküste zwischen Mittel- und Nordamerika

Nachdem die Siedlung von einer anderen Gruppe überlebender Menschen überfallen und die Kinder verschleppt wurden, beginnen die Eltern, nach ihnen zu suchen. Blake beschließt, der Mutter von Maila, die ihre Tochter vermisst, bei der Suche zu helfen, und schmuggelt sich an Bord eines Gefangenenschiffes, das sie zu einem Schiffswrack führt, welches den Entführern als Fort dient. Nach einer Selektion der Gefangenen durch diese weiterentwickelt scheinenden Menschen wird Blake zu Gibson gebracht, dem Leiter der Anlage.
Gibson begrüßt sie freundlich und erklärt ihr, man habe schon lange auf ihre Ankunft gewartet. Er diente im Rahmen der ersten Ulysses-Mission unter Blakes Vater und kennt sie als dessen Tochter Louise, seit sie ein Kind war. Die „Muds“, wie sie die Überlebenden auf der Erde nannten, hätten, kurz nachdem sie noch einen Bericht an Kepler-209 senden konnten, einen Aufstand begangen und alles zerstört, womit ihnen jede Möglichkeit genommen worden war, wieder mit der Weltraumkolonie in Kontakt zu treten. Ihr Vater sei bei dem Angriff ums Leben gekommen, erzählt Gibson, und er führe seitdem dessen Projekt fort, einen Staudamm zur Energieerzeugung mittels der Gezeiten zu bauen. Blake bekommt eine Kabine zugeteilt und bemerkt schnell, dass auf der Erde Außergewöhnliches mit ihrem Körper geschieht: Ihre Blutung setzt ein.
Gibson stellt sie einer Klasse mit kleinen Mädchen vor, die sie als Besucherin von Kepler-209 mit einem einstudierten Lied begrüßen. Blake erzählt ihnen von der Weltraumkolonie und entdeckt auch die entführte Maila unter den Schülerinnen. Seinen Adoptivsohn Neil unterrichtet Gibson hingegen nur privat. Der Junge berichtet Blake von einem Mann namens Christopher Columbus, der ihm von Bäumen erzählte und mit dem er über die Installationsrohre des Schiffes, auf dem sie sich befinden, kommuniziert. Da sie in der Beschreibung die Wortwahl ihres Vaters wiedererkennt, wird ihr klar, dass dieser noch am Leben ist und sich noch irgendwo auf dem Schiff befinden muss. Damit konfrontiert gesteht Gibson, er habe ihren Vater weggesperrt, weil er sich in eine Frau der Muds verliebte und sich auf deren Seite stellte. Er war damals der Meinung, die Menschen sollten von Kepler-209 nie mehr zurück auf die Erde kehren. Blake wird zu ihrem Vater gelassen und sie schließen sich in die Arme. Er erklärt ihr, warum er die Mission bewusst aufhalten wollte und Blake sieht sich und alles, woran sie immer glaubte, verraten.
Auch Gibson hat sie angelogen. Er will den Planeten wieder mit Menschen besiedeln, jedoch nicht mit den Überlebenden von der Erde, die er als nicht so hoch entwickelt und zivilisiert wie die Menschen von Kepler-209 erachtet. Nun erschließt sich ihr auch, weshalb die ihr gezeigte Schulklasse nur aus Mädchen bestand und Neil gesondert unterrichtet wurde: Die Mädchen dienen als zukünftige Sexualpartner für die von Kepler-209 zurückkehrenden Astronauten, deren so gezeugte Kinder die Grundlage für die Wiederbesiedlung der Erde bilden sollen. Auch über die Identität seines Adoptivsohnes hat Gibson nicht die ganze Wahrheit erzählt: Dieser ist in Wirklichkeit ihr Halbbruder und damit auch ein Abkömmling von Kepler-209.
Als einer von Gibsons Leuten Blake vergewaltigen will, kann sie diesen überwältigen und dessen Waffe an sich nehmen. Sie setzt einen Sicherheitsmann außer Gefecht und befreit schließlich die gefangenen Muds. Dann versucht sie, Gibson aufzuhalten, der eine Transmission nach Kepler-209 senden will, welche die Daten über Blakes wiedererlangte Fruchtbarkeit enthält. Damit soll den Kolonisten das Zeichen gegeben werden, dass sie zurück auf die Erde kommen können. Sie kann Gibson stellen und ihn töten, allerdings nicht verhindern, dass die Transmission abgeschickt wird. Das bedeutet, dass früher oder später die Menschen von Kepler-209 auf der Erde erscheinen werden.
Blake, ihr Vater und ihr neuer Bruder fahren auf einem Boot zusammen mit den anderen Entkommenen zurück zur Siedlung.

## Produktion

### Filmstab und Förderung
Regie führte der Schweizer Tim Fehlbaum, der gemeinsam mit Mariko Minoguchi auch das Drehbuch schrieb. Es handelt sich um den zweiten Film, in dem sich Fehlbaum mit der Endzeitthematik beschäftigt. Sein Langfilmdebüt, das Endzeitdrama Hell, kam im September 2011 in den deutschen Kinos. Die Musik steuerte wie bei Hell Lorenz Dangel bei.
Die Produktion wurde vom FilmFernsehFonds Bayern mit 900.000 Euro gefördert, weitere 70.000 Euro wurden für die Projektentwicklung gewährt. Die Filmförderung Hamburg Schleswig-Holstein förderte die Produktion mit 300.000 Euro, die Filmförderungsanstalt mit 500.000 und das Medienboard Berlin-Brandenburg mit 450.000 Euro. Von Schweizer Seite erhielt die Produktion eine Förderung von Film und Medienkunst Region Basel für die Drehbuch- und Stoffentwicklung in Höhe von 30.000 Schweizer Franken, von der Zürcher Filmstiftung eine Produktionsförderung Kino in Höhe von 400.000 Schweizer Franken und vom Bundesamt für Kultur in ähnlicher Höhe.

### Besetzung und Synchronisation
| Darsteller              | Synchronsprecher        | Rolle        |
| ----------------------- | ----------------------- | ------------ |
| Nora Arnezeder          | Sofie Gross             | Blake        |
| Cloé Albertine Heinrich | Cloé Albertine Heinrich | Blake (jung) |
| Sebastian Roché         | Matthias Klie           | Blakes Vater |
| Iain Glen               | Martin Umbach           | Gibson       |
| Kotti Yun               | Kotti Yun               | Munay        |
| Sarah-Sofie Boussnina   | Katharina Schwarzmaier  | Narvik       |
| Eden Goug               | Franz Hagn              | Neil         |
| Joel Basman             | Joel Basman             | Paling       |
| Sope Dirisu             | Sebastian Griegel       | Tucker       |

Die französische Schauspielerin Nora Arnezeder ist in der Hauptrolle der Astronautin Blake zu sehen. Bella Bading spielt die kleine Maila, Sarah-Sofie Boussnina ihre Mutter Narvik. Sebastian Roché spielt Blakes Vater, Iain Glen spielt Gibson, der von ihm das Kommando übernommen hat, und Joel Basman dessen rechte Hand Paling. Sope Dirisu ist in der Rolle von Blakes Kollege Tucker zu sehen.
Die deutsche Synchronisation entstand nach der Dialogregie von Felix Auer im Auftrag der Wavefront Studios GmbH, München.

### Dreharbeiten und Szenenbild

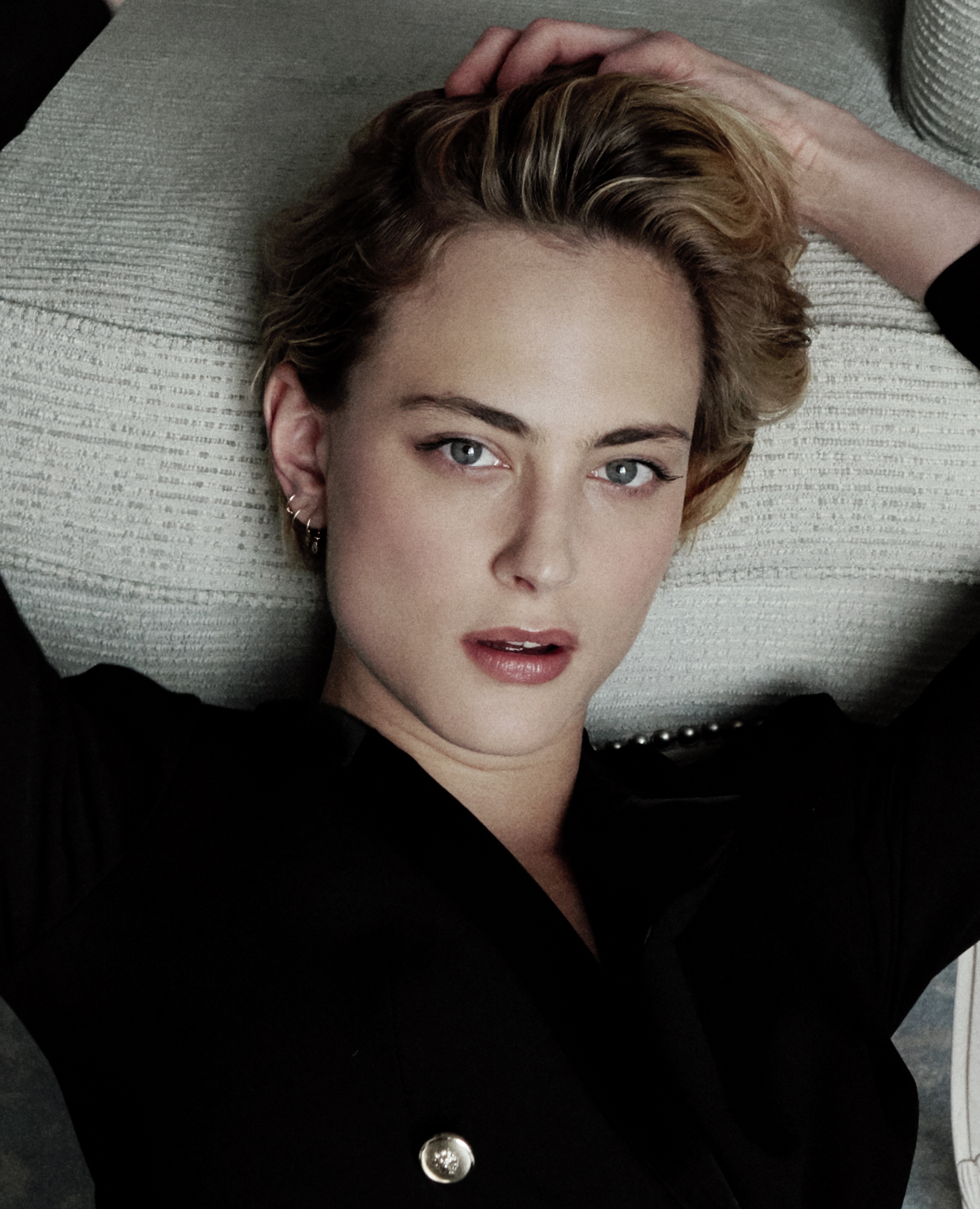
Nora Arnezeder spielt in der Hauptrolle die Astronautin Blake

Die Dreharbeiten fanden im Herbst 2018 in den Messehallen in Basel in der Schweiz, im Tagebau Welzow in der Lausitz, in der Oberpfalz, in München, im Studio Babelsberg und an der Nordsee im Hamburger Watt vor der Insel Neuwerk statt. In der Nordsee entstanden die Aufnahmen der Landschaftstotalen, während etwas komplexere Einstellungen, zum Beispiel Actionszenen, in einem Studio gedreht wurden, das das Wattenmeer simulierte. Der Arbeitstitel lautete Haven – Above Sky. Als Kameramann fungierte Markus Förderer. Das Szenenbild stammt von Julian R. Wagner.

### Marketing und Veröffentlichung
Im Februar 2021 stellte Constantin den ersten Trailer vor. Erste Vorstellungen des Films erfolgten Anfang März 2021 beim European Film Market im Vorfeld der Internationalen Filmfestspiele Berlin. Die Premiere mit Publikumsbeteiligung erfolgte am 7. Juli 2021 beim Filmfest München. Ab Anfang Juli 2021 wurde der Film auch beim Neuchâtel International Fantastic Film Festival gezeigt. Ein Kinostart in Deutschland erfolgte am 26. August 2021. Am darauffolgenden Tag kam er unter dem Titel The Colony in die US-Kinos. Am 28. August 2021 kam er in die Schweizer Kinos.

## Rezeption

### Kritiken

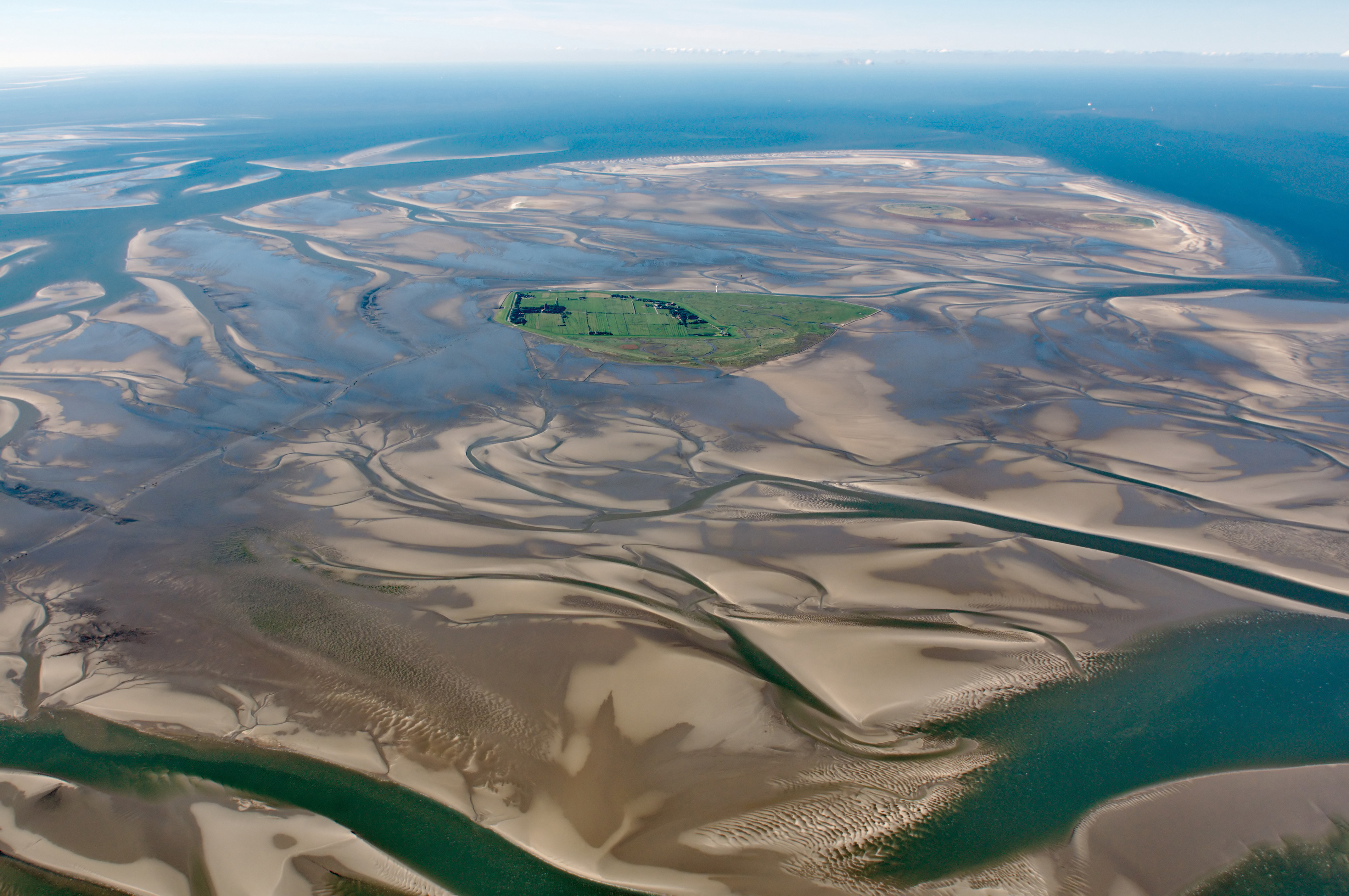
Gedreht wurde unter anderem im Hamburger Watt, so vor der Insel Neuwerk

Michael Meyns schreibt in seiner Funktion als Filmkorrespondent der Gilde deutscher Filmkunsttheater, zwar könne sich Tides in stilistischer und atmosphärischer Hinsicht mit internationaler Konkurrenz messen, es sei jedoch bedauerlich, wie wenig durchdacht die Welt wirke, von der in Tim Fehlbaums Film erzählt wird. So frage man sich, was für eine Katastrophe das gewesen sein soll, die offenbar kaum einen Stein auf dem anderen gelassen hat. Auch hätte man gerne eine Erklärung für das seltsame Sprachgemisch, das offenbar in kaum 60 Jahren Englisch als Lingua Franca verdrängt hat. Vieles bleibe im Ansatz stecken, und ökologische Themen spielten zwar eine Rolle, aber nicht wirklich. Dennoch rage der Film visuell deutlich über den Standard des deutschen Kinos hinaus, mit den Sets, die von Kameramann Markus Förderer in stimmungsvolle Bilder eingefangen wurden.
Marcus Stiglegger von epd Film schreibt, in einer sorgsamen Mischung aus Originalschauplätzen, Bauten und Computergrafiken gelinge Förderer in diesem eindrucksvollen Projekt eine ebenso gigantische wie triste Bildwelt, die den Vergleich mit Hollywoodproduktionen nicht scheuen müsse, und erkennt Verweise auf große Vorbilder wie Waterworld und Mad Max 2. Die monumentalen Bilder von einer überfluteten Welt wirkten wie eine unangenehm zeitgemäße Metapher für unsere Gegenwart, so Stiglegger. Allerdings baue die Inszenierung nur im ersten Drittel auf jenen rätselhaften, sehr physischen Inszenierungsstil, der dem Film eine eigenständige Qualität verleiht.
Alexandra Seitz bemerkt hierzu in ihrer Kritik in der Berliner Zeitung, ein Film, in dem ein globales Desaster eine Rolle spielt, sei immer auch ein Film, der die Menschheit auf den Prüfstand stellt und somit ein Katastrophenfilm mit zivilisationskritischer Agenda. Die Fragen, die in einem solchen Kontext zwangsläufig aufgeworfen würden, lauten: „Wie gehen die Einzelnen respektive wie geht das Kollektiv mit der Misere um? Wie wirkt sich die desolate Situation auf die conditio humana, auf das Zusammenleben der Menschen aus? Wie steht es um die Überlebenschancen?“ Wie der Vorgänger Hell sei auch Tides dem Genre der dystopischen Science-Fiction zuzuschlagen. In ersterem Film war es eine zusammengewürfelte Gruppe Überlebender auf der Suche nach Wasser auf einer überhitzenden Erde, deren Rest Menschlichkeit beinharten Bewährungsproben unterworfen wurde, in Tides seien es Rückkehrer aus dem Weltraum-Exil, die die Wieder-Bewohnbarkeit der vormaligen Heimat prüfen sollen, womit sich der Blick des vom Aussterben bedrohten Homo sapiens wieder zurück in Richtung Herkunftsort richte. Es gebe eben keinen Planeten B.

### Auszeichnungen
Im Mai 2021 wurde Tides in die Vorauswahl für den Deutschen Filmpreis aufgenommen. Im Folgenden eine Auswahl von Nominierungen und Auszeichnungen.
Bayerischer Filmpreis 2021
- Auszeichnung in der Kategorie Regie (Tim Fehlbaum)
- Auszeichnung in der Kategorie Bildgestaltung (Markus Förderer)[22]

Deutscher Filmpreis 2021
- Auszeichnung für die Beste Filmmusik (Lorenz Dangel)
- Auszeichnung für das Beste Szenenbild (Julian R. Wagner)
- Auszeichnung für das Beste Maskenbild (Sabine Schumann)
- Auszeichnung für die Besten visuellen Effekte (Denis Behnke)
- Nominierung für die Beste Tongestaltung (Lars Ginzel, Frank Kruse und Markus Stemler)
- Nominierung für das Beste Kostümbild (Leonie Zykan)

Neuchâtel International Fantastic Film Festival 2021
- Nominierung im Internationalen Wettbewerb
- Auszeichnung für das Beste Produktionsdesign (Julian R. Wagner)
- Auszeichnung mit dem Publikumspreis[23][24]

Sitges Film Festival 2021
- Nominierung als Bester Film im Official Fantàstic Competition[25]